# Caps rapats (pel·lícula)
Caps rapats és una pel·lícula per televisió de l'any 2004 dirigida per Román Parrado, amb la fotografia a càrrec de Xavier Camí i la música d'Alberto Jiménez. El telefilm fou coproduït per FORTA (Canal Sur Televisión, Televisión Autonómica de Madrid, Televisión Autonómica Valenciana, Televisión de Galicia, Euskal Televista - Televisión Vasca, Televisión Pública de Canarias, Televisió de Catalunya) i dirigit pel llavors jove Roman Parrado que adaptà la novel·la "Els fills de l'opulència" de Josep Lorman. L’argument giraria al voltant del sorgiment de tribus urbanes i grups radicals que protagonitzaven actes vandàlics i agressions arreu dels països europeus i també en les conseqüències d'aquesta mena de comportaments. En concret la pel·lícula està narrada en primera persona pel protagonista de nom Andreu, el qual expressa la seva desafecció per l'oci comercial i busca experimentar pujades d'adrenalina a través de la violència gratuïta. És així com formarà part d'una banda de skinheads junt amb Miki, Toño i l'Ira, fugint de l'entorn familiar educat i benestant. A la banda comptarà amb la complicitat del seu molt bon amic Miki amb el qual toparà el dia que apallissant una persona a la sortida d'una discoteca robin una bossa plena de droga i diners, i hagin de decidir si tornar-la o consumir el que hi ha dins. El camell treballava per una autèntica organització criminal vinculada a la base més dura del nacionalsocialisme skinhead. Serà llavors que es destaparà tot un món fosc i soterrat dirigit per la figura de Don Pablo el qual és un líder local molt respectat en una mena de cercle wagnerià i ocultisme nazi, i que dirigeix una llibreria especialitzada en aquesta temàtica.

## Repartiment
- Marc Rodríguez com a Andrés Hurtado
- Andrés Herrera com a Miki
- Macarena Gómez com a Ira
- Andreu Castro com a Toño
- Javier Ríos com a Salvador Comas
- Nico Baixas com a Edu
- Xabier Elorriaga com a Pare Andrés
- Juan Fernández com a Don Pablo
- Antonio Higueruelo com al venedor de drogues o camell
- Manuel Carlos Lillo com a jutge
- Albert Pérez com a Cayetano i advocat defensor
- Judith Secanell com a mànager
- Maru Valdivielso com a advocada
- Sara Vallés com a Eva
- Jaume Villanueva com a ajudant de Don Pablo
- David Calvet com a president del jurat
- Cristina Carballo com a noia que balla a la discoteca
- Jaume Sorribas com a cambrer del bar
- Rafael Parrado com a cambrer del bar a l'exterior